# سارة حمزة الجاك
سارة حمزة الجاك كاتبة سودانية، إحدى أبرز الكاتبات السودانيات المعاصرات، وتميزت بلونيتها المختلفة في الكتابة والأدب والمغايرة للسائد كما وصفها نقاد أدبيون.

## النشأة
ولدت سارة حمزة الجاك في الخرطوم في 13 نوفمبر عام 1980، ودرست هندسة معمارية بكلية الخرطوم التطبيقية.

## أعمالها
بدأت سارة الكتابة الأدبية في مطلع القرن الحادي والعشرين، وترشحت لجائزة الطيب صالح للإبداع الروائي في 2005 عن رواية بعنوان (المعتقة)، كما عملت مشرفاً على الملحق الثقافي بصحيفة السوداني السودانية في العام 2008، ومتعاوناً في الملف الثقافي لصحيفة الأحداث آنذاك، ونُشرت لها العديد من النصوص في الصحف السودانية السيارة والمواقع الإلكترونية، كما أصدرت عدداً من الروايات والقصص القصيرة.
ومن أعمالها:
ـ صلوات خلاسية 2009 «مجموعة قصصة»
ـ خيانتئذٍ 2013 «رواية»
ـ كُمبا «مجموعة قصصية»
ـ بروباقندا 2017 «مجموعة قصصية»
ـ السوس 2017 "رواية"
- الأحجية 2021 «رواية».

## مشاركات خارجية
شاركت سارة الجاك في مؤتمر حول الكتابة بالمملكة المتحدة بدعوة من جامعة اكسفورد لعدة أيام في العام 2017 مع عدة كاتابات سودانية وجنوب سودانيات.
تنشط سارة في العمل الثقافي والكتابات الروائية، وتشارك باستمرار في المنتديات الادبية في العاصمة السودانية والولايات.

### الجوائز
حازت سارة الجاك على العديد من الجوائز، منها جائزة الطيب صالح للإبداع الروائي التي ينظمها مركز عبد الكريم ميرغني في دروتها العاشرة عام 2012 عن روايتها خيانتئذٍ بالمناصفة مع الكاتب عادل سعد عن روايته أتبرا خاصرة النهار، وكانت قد رُشحت لهذه الجائزة منذ عام 2005 عن رواية بعنوان «المعتقة».
كما فازت بالجائزة الأولى في مسابقة منتدى السرد والنقد للقصة القصيرة في العام 2009. وفازت أيضًا بجائزة مسابقة محمود عثمان صالح للتأليف المسرحي عن مسرحيتها الزغرودة الأخيرة.كما نالت عدداً من الجوائز في البرامج الإذاعية والقصص القصيرة.

### مشاريع
أنشأت سارة الجاك دار نشر باسم دار الفال للنشر في خواتيم العام 2017 وأصدرت عددًا من الأعمال في القصة القصيرة والشعر لكتاب سودانيين من ضمنهم عبد العزيز بركة ساكن وبابكر الوسيلة ونهلة البدري.

### تبرع
تبرعت سارة الجاك في العام 2017 بعائدات روايتها «السوس» لدعم مريضات سرطان الثدي في السودان.